# Liste des catholicos de l'Église apostolique arménienne
La liste des catholicos de l'Église apostolique arménienne reprend l'ensemble des catholicos de l'Église apostolique arménienne, des apôtres fondateurs du siège au catholicos actuel. Il s'agit de la liste traditionnelle de ces catholicos, le cas échéant complétée des coadjuteurs, anti-patriarches, etc.

## Évêques apostoliques légendaires
| N°    | Dates   | Catholicos            |
| ----- | ------- | --------------------- |
| I.    | 43-66   | Thaddée               |
| II.   | 60-68   | Barthélemy l'apôtre   |
| III.  | 68-72   | Zacharias             |
| IV.   | 72-76   | Zementus              |
| V.    | 77-93   | Atrnerseh             |
| VI.   | 93-123  | Mushe                 |
| VII.  | 124-150 | Shahen                |
| VIII. | 151-171 | Shavarsh              |
| IX.   | 172-190 | Leontius              |
| X.    | 240-270 | Mérusane (en Sophène) |

## Catholicos établis à Etchmiadzin

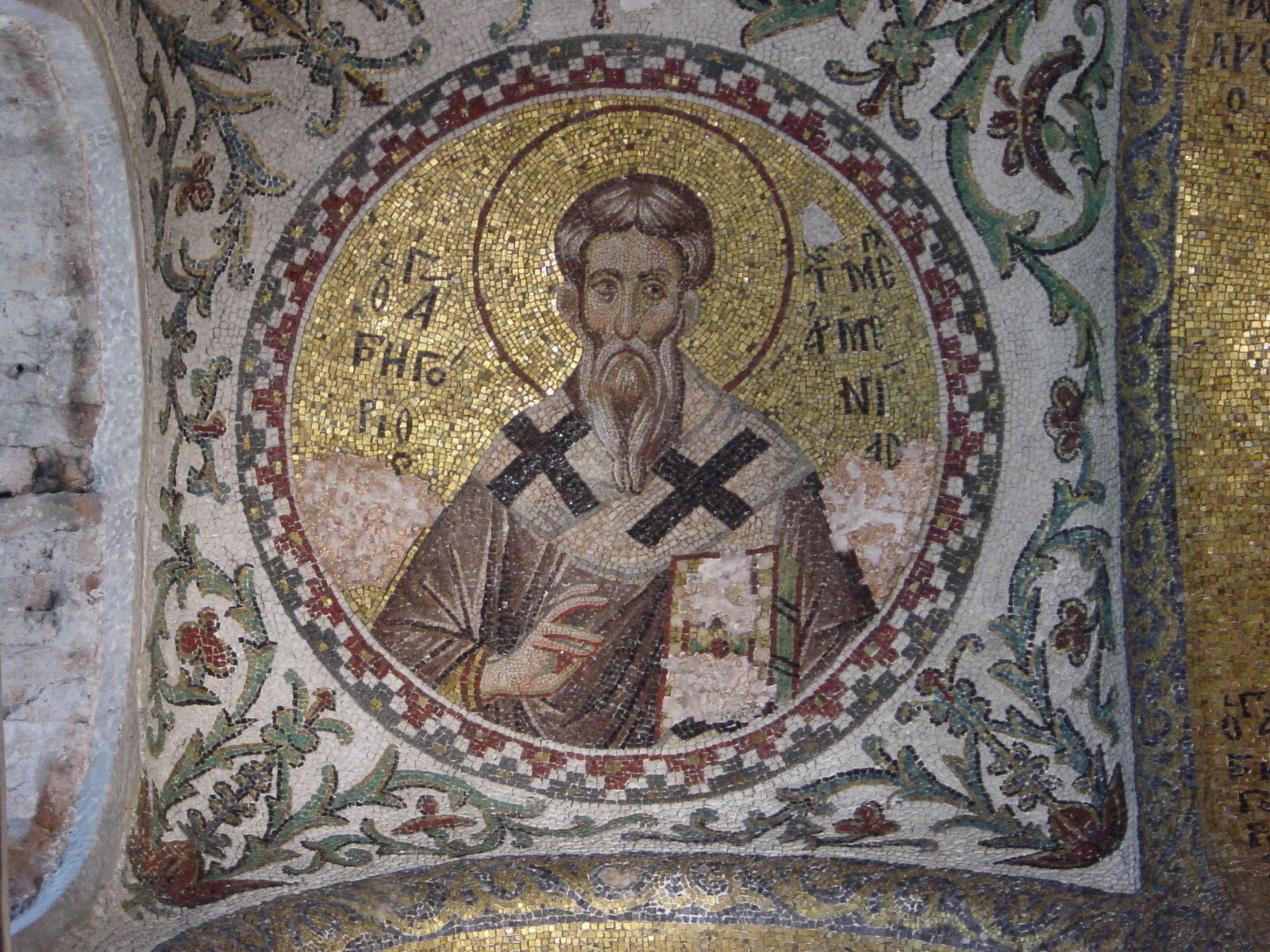
Grégoire Ier.

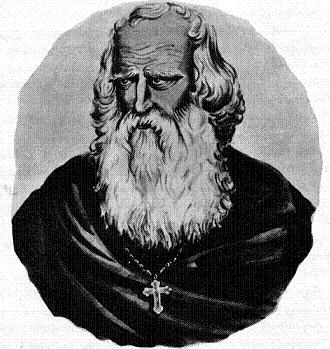
Nersès Ier.

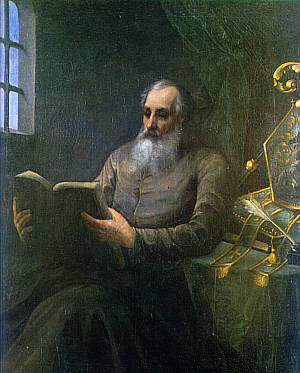
Sahak Ier.

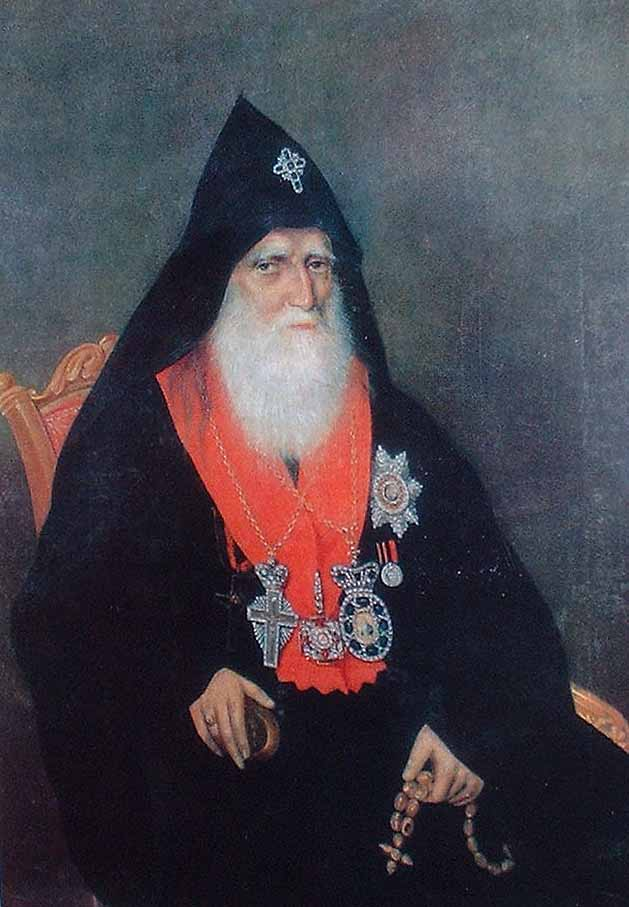
Nersès V.

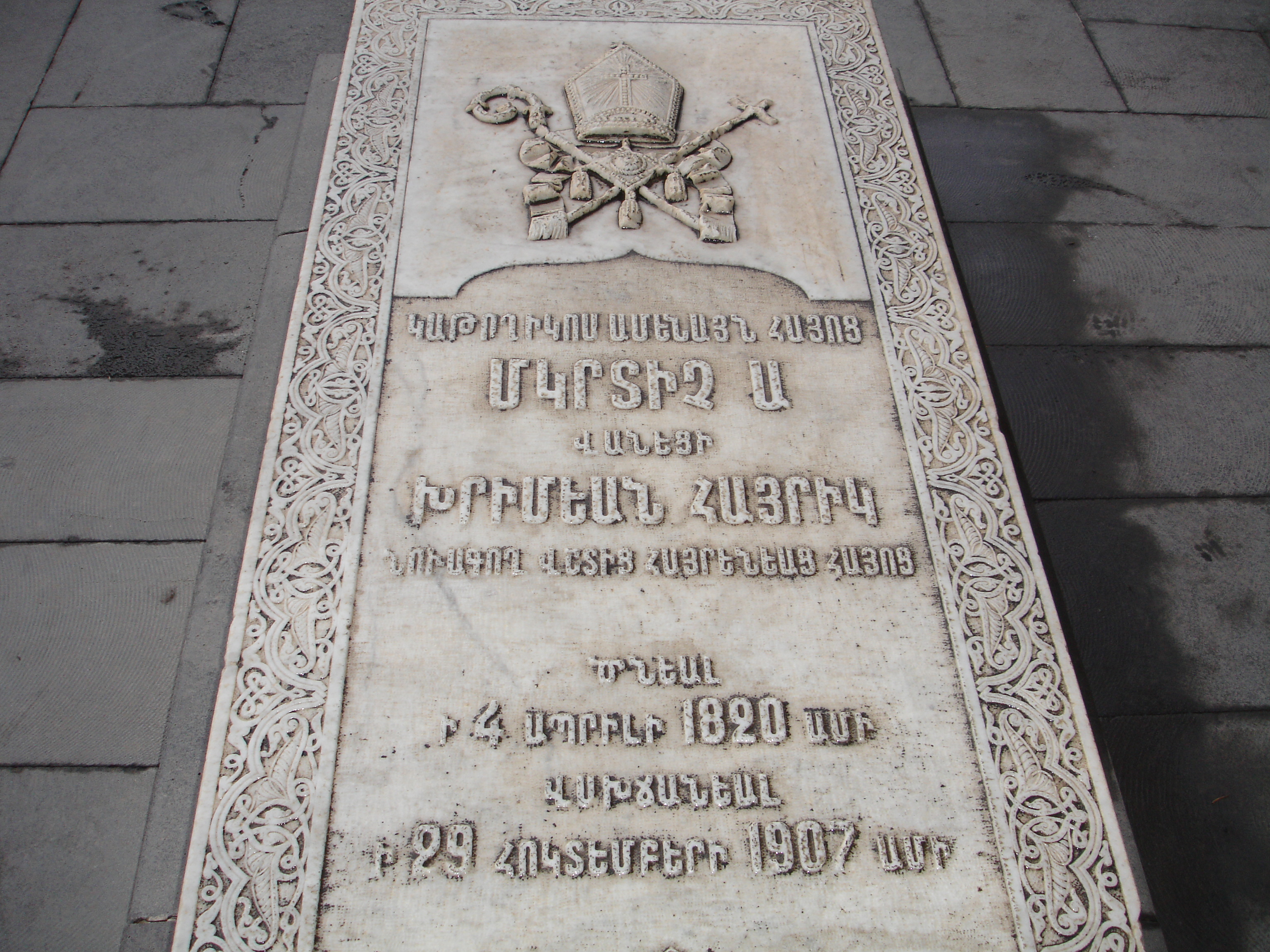
Tombe de Mkrtitch, Etchmiadzin.

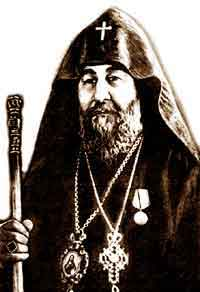
Georges VI.

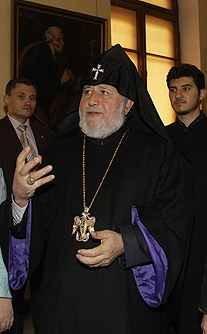
Garéguine II.

Les catholicos suivants siègent à Etchmiadzin :
| N°  | Dates   | Catholicos                     | Autre(s)                                                                        |
| --- | ------- | ------------------------------ | ------------------------------------------------------------------------------- |
| 1.  | 298-314 | Grégoire Ier l'Illuminateur    |                                                                                 |
| 2.  | 320-327 | Aristakès Ier Parthev          |                                                                                 |
| 3.  | 327-342 | Vertanès Ier Parthev           |                                                                                 |
| 4.  | 342-348 | Houssik Ier Parthev            | - Daniel (chorévêque, 347)                                                      |
| 5.  | 348     | Pharen d'Achtichat             |                                                                                 |
| 6.  | 349-353 | Chahak de Manazkert            |                                                                                 |
| 7.  | 353-373 | Nersès Ier le Grand            | - Sahak Tchornak (non consacré, 359-363)                                        |
| 8.  | 373-377 | Houssik II de Manazkert        |                                                                                 |
| 9.  | 378-381 | Zaven de Manazkert             |                                                                                 |
| 10. | 383-387 | Aspourakès de Manazkert        |                                                                                 |
| 11. | 387-438 | Sahak Ier Parthev              | - Sourmak (428-429) - Berkicho (429-432) - Samuel (432-437) - Sourmak (437-444) |
|     | 438-439 | Mesrop Machtots (locum tenens) |                                                                                 |
| 12. | 439-452 | Hovsep Ier de Holotsim         |                                                                                 |

## Catholicos établis à Dvin
Les catholicos suivants siègent à Dvin :
| N°  | Dates   | Catholicos                             | Prétendant                                             |
| --- | ------- | -------------------------------------- | ------------------------------------------------------ |
| 13. | 452-456 | Mélité de Manazkert                    |                                                        |
| 14. | 456-461 | Movsès Ier de Manazkert                |                                                        |
| 15. | 461-478 | Giout d'Arahez                         |                                                        |
| 16. | 478-490 | Hovhannès Ier Mandakouni               |                                                        |
| 17. | 490-515 | Babgen d'Otmous                        |                                                        |
| 18. | 516-526 | Samuel d'Ardzké                        |                                                        |
| 19. | 526-534 | Mouchè d'Aïlaber                       |                                                        |
| 20. | 534-539 | Sahak II d'Oughki                      |                                                        |
| 21. | 539-545 | Kristapor Ier de Tiraritch             |                                                        |
| 22. | 545-548 | Ghévond d'Erast                        |                                                        |
| 23. | 548-557 | Nersès II de Bagrévand                 |                                                        |
| 24. | 557-574 | Hovhannès II Gabeghian                 |                                                        |
| 25. | 574-604 | Movsès II d'Eghivard                   | Hovhannès de Bagaran (anti-catholicos à Avan, 590-611) |
|     | 604-607 | Vertanès le Grammairien (locum tenens) |                                                        |
| 26. | 607-615 | Abraham Ier d'Aghbathank               |                                                        |
| 27. | 615-628 | Komitas d'Aghdsk                       |                                                        |
| 28. | 628-630 | Kristapor II                           |                                                        |
| 29. | 630-641 | Ezr Ier de Paraznakert                 |                                                        |
| 30. | 641-661 | Nersès III le Bâtisseur                |                                                        |
| 31. | 661-667 | Anastase Ier d'Akori                   |                                                        |
| 32. | 667-677 | Israël Ier d'Otmous                    |                                                        |
| 33. | 677-703 | Sahak III de Dzorapor                  |                                                        |
| 34. | 703-717 | Élia Ier d'Ardjech                     |                                                        |
| 35. | 717-728 | Hovhannès III d'Odzoun                 |                                                        |
| 36. | 728-741 | David Ier d'Aramonk                    |                                                        |
| 37. | 741-764 | Tiridate Ier d'Otmous                  |                                                        |
| 38. | 764-767 | Tiridate II de Dasnavork               |                                                        |
| 39. | 767-775 | Sion Ier de Bavonq                     |                                                        |
| 40. | 775-788 | Yesaï Ier d'Eghipatrouch               |                                                        |
| 41. | 788-790 | Étienne Ier de Dvin                    |                                                        |
| 42. | 790-791 | Hovab de Dvin                          |                                                        |
| 43. | 791-792 | Salomon Ier de Garni                   |                                                        |
| 44. | 792-795 | Georges Ier de Byurakan                |                                                        |
| 45. | 795-806 | Hovsep II de Pharpi                    |                                                        |
| 46. | 806-833 | David II de Gagagh                     |                                                        |
| 47. | 833-855 | Hovhannès IV d'Ova                     |                                                        |
| 48. | 855-877 | Zakaria Ier de Tzak                    |                                                        |
| 49. | 878-898 | Georges II de Garni                    |                                                        |
| 50. | 898-899 | Machtots                               |                                                        |
| 51. | 899-929 | Hovhannès V de Draskhanakert           |                                                        |

## Catholicos établis à Aghtamar
Les catholicos suivants siègent à Aghtamar (927-948) :
| N°  | Dates   | Catholicos                   |
| --- | ------- | ---------------------------- |
| 51. | 899-929 | Hovhannès V de Draskhanakert |
| 52. | 929-930 | Étienne II Rechtouni         |
| 53. | 930-941 | Théodore Ier Rechtouni       |
| 54. | 941-946 | Yeghishe Ier Rechtouni       |
| 55. | 949-967 | Ananias Ier de Moks          |

## Catholicos établi à Varagavank
Le catholicos suivant siège à Varagavank (948-959) :
| N°  | Dates   | Catholicos          |
| --- | ------- | ------------------- |
| 55. | 949-967 | Ananias Ier de Moks |

## Catholicos établis à Argina
Les catholicos suivants siègent à Argina (959-992) : 
| N°  | Dates   | Catholicos              |
| --- | ------- | ----------------------- |
| 55. | 949-967 | Ananias Ier de Moks     |
| 56. | 967-968 | Vahan Ier de Siounie    |
| 57. | 968-972 | Étienne III de Sevan    |
| 58. | 972-991 | Khatchik Ier Archarouni |

## Catholicos établis à Ani
Les catholicos suivants siègent à Ani :
| N°  | Dates     | Catholicos           | Prétendant                                          |
| --- | --------- | -------------------- | --------------------------------------------------- |
| 59. | 992-1019  | Sargis Ier de Sevan  |                                                     |
| 60. | 1019-1058 | Petros Ier Getadartz | - Dioskoros de Sanahin (anti-patriarche, 1036-1037) |

## Catholicos établis en divers sièges
Les catholicos suivants voient leur siège changer : 
| N°  | Dates     | Catholicos                                            | Coadjuteur(s)                                               | Prétendant(s)                                                                                     |
| --- | --------- | ----------------------------------------------------- | ----------------------------------------------------------- | ------------------------------------------------------------------------------------------------- |
| 61. | 1058-1065 | Khatchik II d'Ani (à Sivas puis, en 1057, à Tavbloor) |                                                             |                                                                                                   |
| 62. | 1065-1105 | Grégoire II le Martyrophile (à Zamidia)               | - Georges III de Lorri (1069-1072) - Basile Ier (1081-1105) | - Sarguis de Honi (anti-patriarche, 1076-1077) - Théodoros Alakhocik (anti-patriarche, 1077-1090) |
| 63. | 1105-1113 | Basile Ier d'Ani (à Zamidia)                          |                                                             | - Poghos (Paul) de Varag (anti-patriarche, 1086-1087)                                             |

## Catholicos établis à Hromgla (Cilicie)
Les catholicos suivants siègent à Hromgla :
| N°  | Dates     | Catholicos                                                                          | Coadjuteur                            | Prétendant                                                                   |
| --- | --------- | ----------------------------------------------------------------------------------- | ------------------------------------- | ---------------------------------------------------------------------------- |
| 64. | 1113-1166 | Grégoire III Pahlavouni (à Zamidia puis, en 1116, à Dvozk puis, en 1149, à Hromgla) |                                       | - David Thornikian (anti-patriarche et 1er catholicos d'Aghtamar, 1114-1140) |
| 65. | 1166-1173 | Nersès IV le Gracieux                                                               |                                       |                                                                              |
| 66. | 1173-1193 | Grégoire IV Tgha                                                                    |                                       |                                                                              |
| 67. | 1193-1194 | Grégoire V Karavège                                                                 |                                       |                                                                              |
| 68. | 1195-1203 | Grégoire VI Apirat                                                                  |                                       | - Basile II d'Ani (anti-patriarche en Grande-Arménie, 1195-1206)             |
| 69. | 1203-1221 | Hovhannès VI Medzabaro                                                              | - David III d'Arkakaghine (1207-1212) | - Anania de Sivas (anti-patriarche, 1204-1206)                               |
| 70. | 1221-1267 | Constantin Ier Bardzabertsi                                                         |                                       |                                                                              |
| 71. | 1268-1286 | Jacob Ier de Kla                                                                    |                                       |                                                                              |
| 72. | 1286-1289 | Constantin II Pronagortz                                                            |                                       |                                                                              |
| 73. | 1290-1293 | Étienne IV Klaietsi                                                                 |                                       |                                                                              |

## Catholicos établis à Sis (Cilicie)
Les catholicos suivants siègent à Sis :
| N°  | Dates     | Catholicos                    |
| --- | --------- | ----------------------------- |
| 74. | 1293-1307 | Grégoire VII d'Anazarbe       |
| 75. | 1307-1322 | Constantin III de Césarée     |
| 76. | 1323-1326 | Constantin IV Lambronatsi     |
| 77. | 1327-1341 | Jacob II de Tarse             |
| 78. | 1341-1355 | Mékhitar Ier de Gerner        |
|     | 1355-1359 | Jacob II de Tarse (à nouveau) |
| 79. | 1359-1372 | Mesrob d'Artaz                |
| 80. | 1372-1374 | Constantin V de Sis           |
| 81. | 1374-1382 | Paul Ier de Sis               |
| 82. | 1382-1392 | Théodore II de Cilicie        |
| 83. | 1393-1404 | Garabed Ier de Keghi          |
| 84. | 1404-1411 | Jacob III de Sis              |
| 85. | 1411-1418 | Grégoire VIII Khandzoghat     |
| 86. | 1418-1430 | Paul II de Garni              |
| 87. | 1430-1439 | Constantin VI de Vakha        |
| 88. | 1439-1441 | Grégoire IX Mousabegian       |

## Catholicos établis à Etchmiadzin
Les catholicos suivants siègent à nouveau à Etchmiadzin :
| N°   | Dates     | Catholicos                        | Coadjuteur(s) | Prétendant(s)                                                                                                |
| ---- | --------- | --------------------------------- | --- | --- |
| 89.  | 1441-1443 | Kirakos de Virap                  | | |
| 90.  | 1443-1465 | Grégoire X Djélalbégian           | - Aristakès II Athorakal (1448-1465) - Sarkis II (1462-1470) | - Garabed de Tokat (anti-patriarche à Sis, 1446-1477) - Zacharie III d'Agthamar (anti-patriarche, 1461-1462) |
| 91.  | 1465-1469 | Aristakès II Athorakal            | | - Stéphanos IV Gurdjibéguian d'Aghtamar (anti-patriarche, 1467-1468)                                         |
| 92.  | 1469-1474 | Sarkis II Achatar                 | - Hovhannès VII Achakir (1470-1474) | |
| 93.  | 1474-1484 | Hovhannès VII Achakir             | - Sarkis III Mussail (1474-1484) | |
| 94.  | 1484-1515 | Sarkis III Mussail                | - Aristakès III d'Echtmiadzin (1484-1489) - Thadéos Ier (1499-1504) - Eghiché II (1504-1515) - Hovhannès VIII (1505- ?) - Nersès V (1506- ?) - Zacharie II de Vagharchapat (1507-1515) | |
| 95.  | 1515-1520 | Zacharie II de Vagharchapat       | - Sarkis IV de Géorgie (1515-1520) | |
| 96.  | 1520-1536 | Sarkis IV de Géorgie              | | |
| 97.  | 1536-1545 | Grégoire XI de Byzance            | - Étienne V de Salmast (1540-1545) | |
| 98.  | 1545-1567 | Étienne V de Salmast              | - Michel Ier de Sivas (1545-1566) - Basile III (1549-1567) - Grégoire XII de Vagharchapat (1552-1570) - Aristakès IV (1555-1563)                                                       | |
| 99.  | 1567-1576 | Michel Ier de Sivas               | - Étienne VI d'Arindj (1567-1575) | |
| 100. | 1576-1590 | Grégoire XII de Vagharchapat      | - Thadéos III (1571-1575) - Arakel de Vagharchapat (1575-1579) - David IV de Vagharchapat (1579-1590)                                                                                  | |
| 101. | 1590-1629 | David IV de Vagharchapat          | - Melchisédech Ier de Garni (1593-1628) - Grégoire XIII Sérapion (1603-1605) - Avétik (1602-1620) - Sahak IV de Garni (1624-1628 ; mort en 1639)                                       | |
| 102. | 1629-1632 | Moïse III de Tatev                | | |
| 103. | 1633-1655 | Philippos Ier d'Aghbak            | | |
| 104. | 1655-1680 | Jacob IV de Djoulfa               | | - Éléazar d'Aïntab (anti-patriarche, 1663-1682)                                                              |
| 105. | 1681-1691 | Éléazar Ier d'Aïntab              | | |
| 106. | 1691-1705 | Nahapet d'Édesse                  | | |
| 107. | 1706-1714 | Alexandre Ier de Djoulfa          | | |
| 108. | 1715-1725 | Astvatzatour Ier de Hamadan       | | |
| 109. | 1726-1729 | Garabed II de Zeytoun             | | |
| 110. | 1730-1734 | Abraham II de Khochab             | | |
| 111. | 1734-1737 | Abraham III de Crète              | | |
| 112. | 1737-1751 | Lazare Ier de Djahouk             | | - Hovahannès d'Agoulis (anti-patriarche, 1740-1741) - Pétros II Kutour (intérimaire, 1748-1749)              |
| 113. | 1751-1753 | Minas Ier d'Aghin                 | | |
| 114. | 1753-1755 | Alexandre II de Constantinople    | | |
|      | 1755-1759 | Sahak (V) de Keghi (non consacré) | | |
| 115. | 1759-1763 | Jacob V de Chamakhi               | | |
| 116. | 1763-1780 | Siméon d'Erevan                   | | |
| 117. | 1780-1799 | Luc d'Erzeroum                    | | |
|      | 1800-1801 | Hosvep Arghouthian (non consacré) | | |
| 118. | 1801-1807 | David V Ghorganian                | | |
| 119. | 1807-1808 | Daniel Ier de Sourmari            | | |
| 120. | 1809-1830 | Ephraïm Ier de Dzoraguègh         | | |
| 121. | 1831-1842 | Hovhannès VIII de Karbi           | | |
| 122. | 1843-1857 | Nersès V (VI) d'Achtarak          | | |
| 123. | 1858-1865 | Matthieu Ier Tchouhadjian         | | |
| 124. | 1866-1882 | Georges IV Kérestédjian           | | |
|      | 1882-1884 | Nersès Varjapétian (non consacré) | | |
| 125. | 1885-1891 | Macaire Ier de Teghut             | | |
| 126. | 1892-1907 | Mkrtich Khrimian                  | | |
| 127. | 1908-1910 | Matthieu II Izmirlian             | | |
| 128. | 1911-1930 | Georges V Soureniants             | | |
| 129. | 1932-1938 | Khorène Mouradbekian              | | |
| 130. | 1945-1954 | Georges VI Tcheorekdjian          | | |
| 131. | 1955-1994 | Vazguen Ier                       | | |
| 132. | 1995-1999 | Garéguine Ier                     | | |
| 133. | 1999-     | Garéguine II                      | | |